# Cigar box guitar

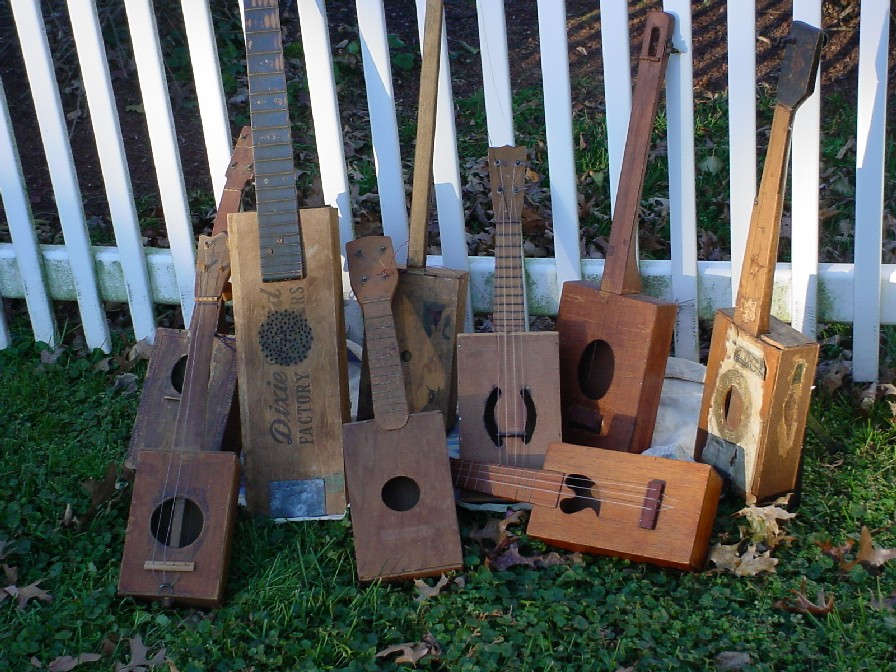
Una colección de Cigar box guitar.

La Cigar box guitar; en español: Guitarra de caja de cigarrillos es un instrumento cordófono, que utiliza una caja de cigarrillos vacía como resonador. Los primeros tenían una o dos cuerdas; el modelo moderno típicamente usa tres o cuatro cuerdas. En términos generales, las cuerdas están conectados entre el final de un palo que se introduce dentro la caja de cigarros como mástil. Anteriormente la Cigar box guitar eran de estilo Fretless, es decir, sin trastes; pero con el tiempo se les fue agregando a distintos modelos.  

## Historia

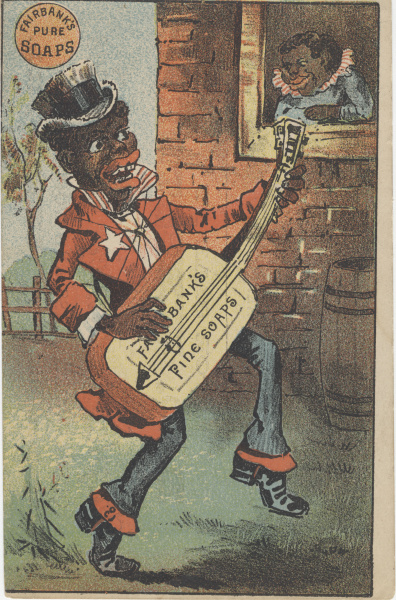
Ilustración de un músico afroamericano, tocando una cigar box guitar. Foto circa 1900.

Los cigarros fueron embalados en cajas, jaulas, barriles y ya en 1800, pero las cajas pequeñas de tamaño que conocen hoy en día, no existían antes de alrededor de 1840. Hasta entonces, los cigarros fueron enviados en grandes cajas que contienen 100 o más por cada caso. Después de 1840, los fabricantes de cigarros comenzaron a usar, cajas portátiles más pequeñas con 20-50 cigarros por caja. 
Existen instrumentos de caja desde 1840 hasta a la década de 1860. La prueba más fehaciente de una Cigar box guitar antigua, data de un instrumento caja de puros, con derechos de autor en 1876 de dos soldados de la Guerra de Secesión.

## Afinación

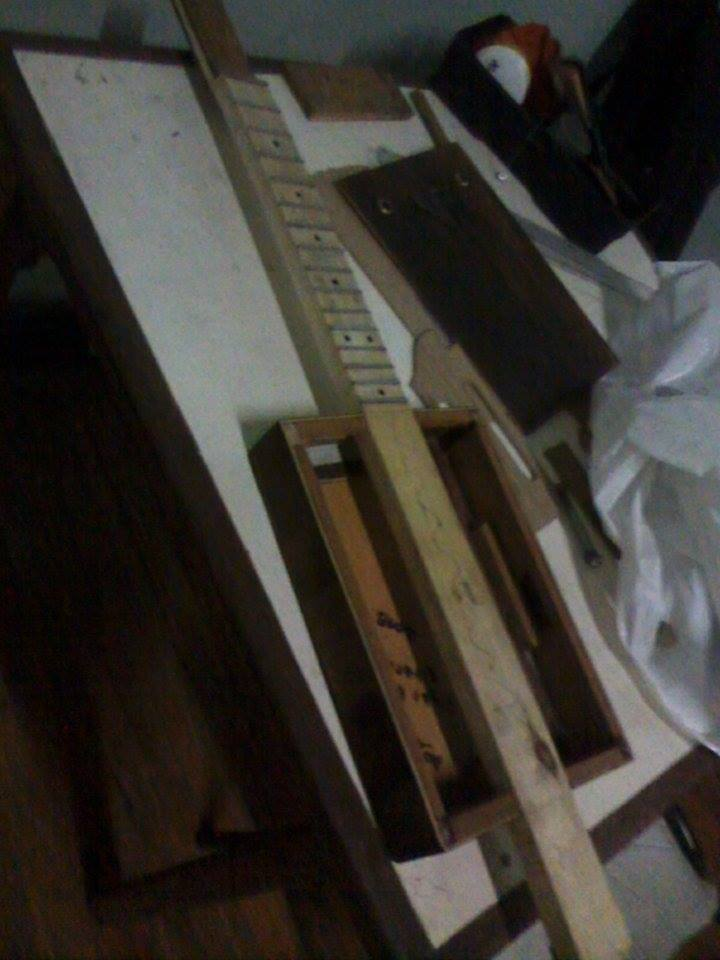
Una Cigar box guitar en construcción.

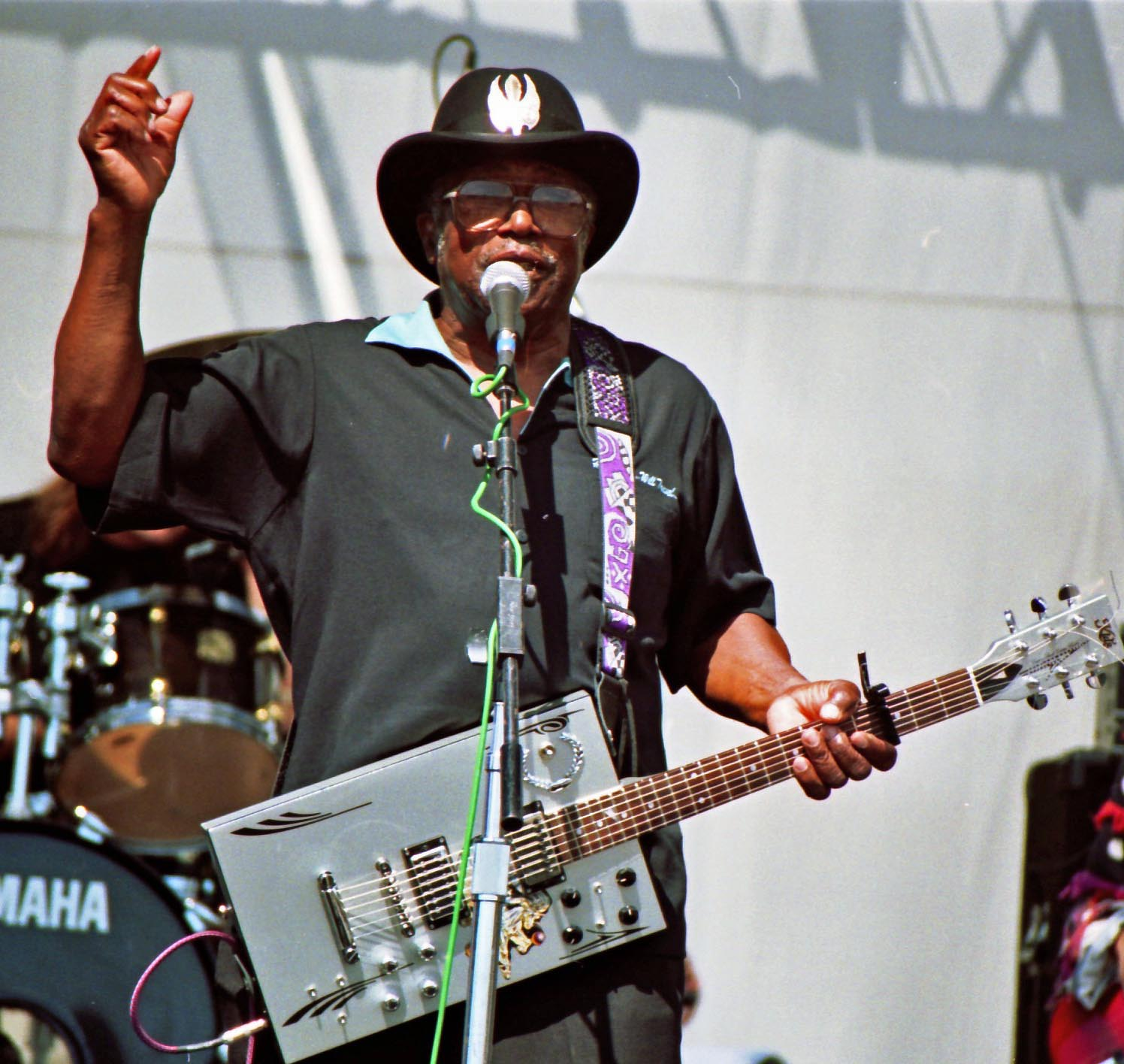
Bo Diddley en 1997, ejecutando una Cigar box guitar.

Para una Cigar box guitar, no hay afinaciones definidas; aunque las afinaciones más comunes son:
- Afinación abierta: 
  - Tres cuerdas: por ejemplo: A – e - a o G – d – g
  - Cuatro cuerdas: por ejemplo: A – e – a – c#' or G – d – g – b
- Sintonía clásica de una guitarra de 6 cuerdas:  (E – A – d – g – b – e’)
  - Tres cuerdas por ejemplo: A – d – g
  - Cuatro cuerdas por ejemplo: d – g – b – e’
- Magia de sintonía de jazz: A – e – g
- Sintonía de Hawai: A – e – f#

## Usuarios notables
- Alain Johannes
- Bo Diddley
- Billy Gibbons de ZZ Top[7]
- Frank Turner[8]
- Richard Johnston
- Bonny B.
- Tom Waits
- Jon Hembrey[8]
- Seasick Steve[9]
- Shane Speal[10]
- Ed King de Lynyrd Skynyrd[11]
- Harry Manx
- Chris Ballew
- Vic Ruggiero de The Slackers[8]
- PJ Harvey[12]
- Lightnin' Hopkins
- Paul McCartney[13][14]
- Mark Stowe[15][16]
- Alain Johannes
- Ricardo Fabían Tapia de La Mississippi
- Samantha Fish